# Verwaltungsgemeinschaft Eichstätt
Die Verwaltungsgemeinschaft Eichstätt liegt im oberbayerischen Landkreis Eichstätt und wird von folgenden Gemeinden gebildet:
1. Pollenfeld, 3123 Einwohner, 45,64 km²
2. Schernfeld, 3336 Einwohner, 52,25 km²
3. Walting, 2369 Einwohner, 39,72 km²

Sitz, aber nicht Mitglied dieser Verwaltungsgemeinschaft ist die Kreisstadt Eichstätt.